# Rasizm w Stanach Zjednoczonych

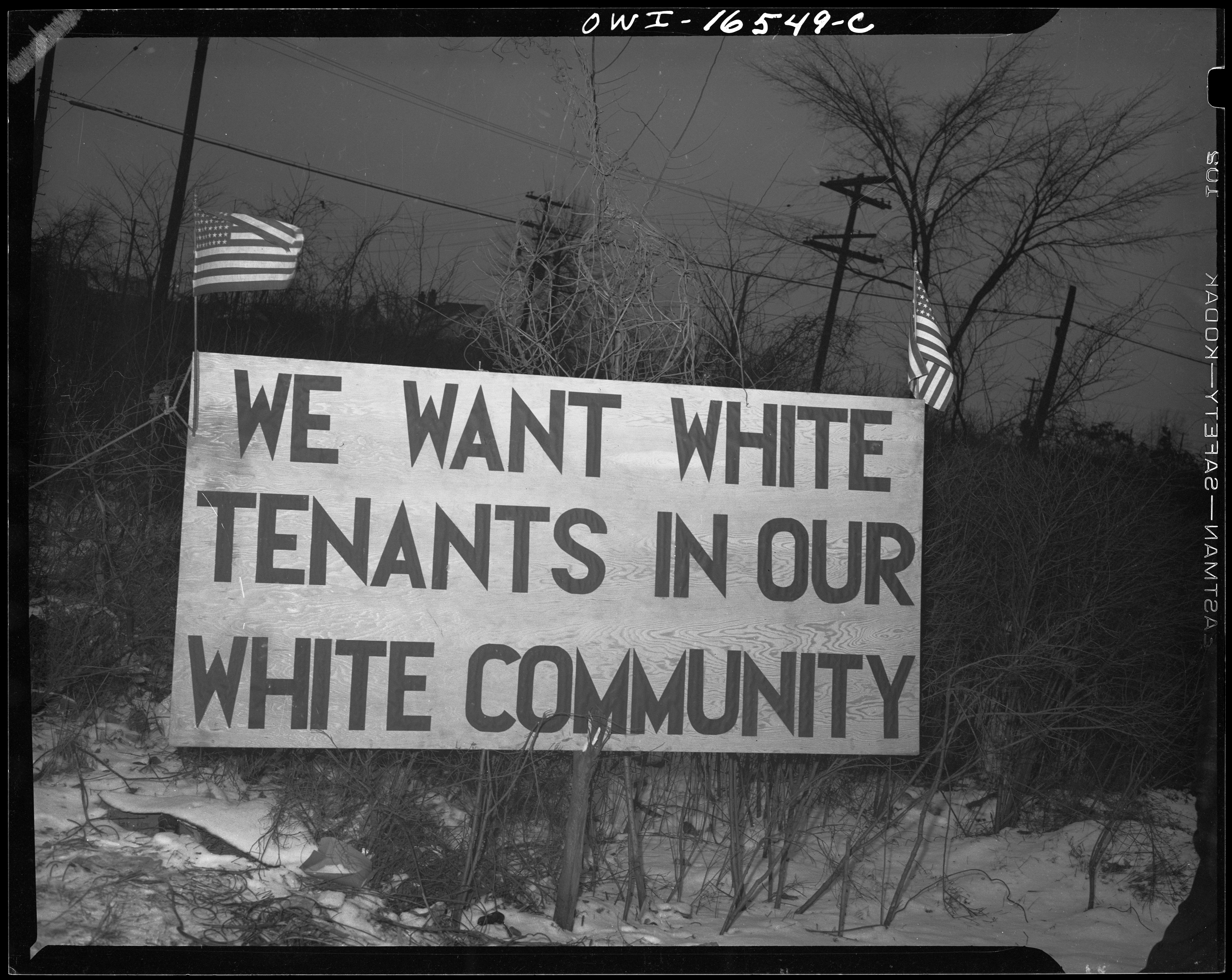
Detroit, 1942. Banner z amerykańską flagą „Chcemy białych lokatorów w naszej białej społeczności”, naprzeciwko domów nowego federalnego projektu mieszkaniowego dla czarnoskórych

Rasizm w Stanach Zjednoczonych – istnieje od czasów kolonialnych i obejmuje prawa, praktyki i działania, które dyskryminują różne grupy lub mają na nie niekorzystny wpływ w inny sposób, ze względu na ich rasę lub pochodzenie etniczne. Podczas gdy większość białych Amerykanów cieszy się prawnie lub społecznie usankcjonowanymi przywilejami i prawami, tych samych przywilejów i praw można odmówić członkom innych ras i grup mniejszościowych. Historycznie, Europejczycy, szczególnie zamożni biali anglosascy protestanci, cieszyli się przywilejami w wymiarach edukacji, imigracji, praw wyborczych, obywatelstwa, nabywania ziemi i postępowania karnego.
Wśród grup, które szczególnie ucierpiały z powodu rasizmu, byli nieprotestanccy imigranci z Europy, w tym Irlandczycy, Polacy i Włosi, którzy do końca XIX i początku XX wieku byli często poddawani ksenofobicznemu wykluczeniu i innym formom dyskryminacji etnicznej w społeczeństwie amerykańskim. Latynosi także doświadczali rasizmu w Stanach Zjednoczonych, mimo że wielu z nich ma europejskie pochodzenie. Grupy z Bliskiego Wschodu, takie jak Żydzi, Arabowie i Irańczycy, nieustannie spotykają się z dyskryminacją w Stanach Zjednoczonych, w wyniku czego niektórzy ludzie, którzy należą do tych grup, nie identyfikują się jako biali i nie są za nie postrzegani. Afroamerykanie spotykali się z ograniczeniami swobód politycznych, społecznych i ekonomicznych przez większą część historii Stanów Zjednoczonych. Rdzenni Amerykanie doświadczyli ludobójstwa, przymusowych wysiedleń, masakr i dyskryminacji. Ponadto dyskryminowani byli również mieszkańcy Azji Wschodniej, Południowej i Południowo-Wschodniej oraz mieszkańcy wysp Pacyfiku.
Główne instytucje o strukturze rasowej i etnicznej oraz przejawy rasizmu obejmowały ludobójstwo, niewolnictwo, segregację, rezerwaty rdzennych Amerykanów, prawa imigracyjne i naturalizacyjne oraz obozy internowania (patrz np. internowanie Amerykanów pochodzenia japońskiego w czasie II wojny światowej). Formalna dyskryminacja rasowa została w dużej mierze zakazana w XX wieku i z czasem zaczęto ją postrzegać jako społecznie i moralnie nie do przyjęcia. Niemniej rasizm nadal znajduje odzwierciedlenie w nierówności społeczno-ekonomicznej. W ostatnich latach badania ujawniły liczne przykłady dyskryminacji rasową w różnych wymiarach współczesnego społeczeństwa USA, w tym w systemie sądownictwa karnego, biznesie. gospodarce, mieszkalnictwie, służbie zdrowia, mediach i w polityce. W opinii Organizacji Narodów Zjednoczonych i US Human Rights Network z 2010 r. „dyskryminacja w Stanach Zjednoczonych przenika wszystkie aspekty życia i rozciąga się na wszystkie społeczności kolorowe”.
Niektórzy Amerykanie postrzegali kandydaturę Baracka Obamy na prezydenta, który był prezydentem Stanów Zjednoczonych w latach 2009-2017 i był pierwszym czarnym prezydentem w kraju, jako znak, że naród wszedł w nową erę postrasową. Wybory prezydenta Donalda Trumpa w 2016 roku, który był głównym orędownikiem rasistowskiego ruchu birther w USA (który argumentował, że Obama nie urodził się w Stanach Zjednoczonych) i prowadził kampanię o zabarwieniu rasowym, był postrzegany przez niektórych komentatorów jako rasistowska reakcja na wybór Baracka Obamy. Przed wyborami i po nich Trump miał historię przemówień i działań, które były powszechnie postrzegane jako rasistowskie. W połowie 2010 roku społeczeństwo amerykańskie było świadkiem odrodzenia się wysokiego poziomu rasizmu i dyskryminacji. Jednym z nowych zjawisk było powstanie ruchu „alt-prawicowego”: białej koalicji nacjonalistycznej, która dąży do wypędzenia mniejszości seksualnych i rasowych ze Stanów Zjednoczonych. Od połowy 2010 roku Departament Bezpieczeństwa Krajowego Stanów Zjednoczonych i Federalne Biuro Śledcze zidentyfikowały przemoc białej supremacji jako główne zagrożenie terroryzmem krajowym w Stanach Zjednoczonych.